# Liste der Baudenkmale in Gransebieth
In der Liste der Baudenkmale in Gransebieth sind alle Baudenkmale der Gemeinde Gransebieth (Landkreis Vorpommern-Rügen) und ihren Ortsteile aufgelistet. Grundlage ist die Veröffentlichung der Denkmalliste des Landkreises Vorpommern-Rügen, Auszug aus der Kreisdenkmalliste vom Juli 2012 und November 2013.

## Brönkow
| ID    | Lage               | Bezeichnung       | Beschreibung | Bild     |
| ----- | ------------------ | ----------------- | ------------ | -------- |
| 1362A | Brönkow 23 (Karte) | Gutshaus          |              | Gutshaus |
| 1362B | Brönkow 23 (Karte) | Park zum Gutshaus |              |          |

## Gransebieth
| ID  | Lage                 | Bezeichnung | Beschreibung | Bild |
| --- | -------------------- | ----------- | ------------ | ---- |
| 352 | Dorfstraße (Karte)   | Speicher    |              |      |
| 351 | Dorfstraße 9 (Karte) | Gutshaus    |              |      |

## Kirch Baggendorf
| ID   | Lage                        | Bezeichnung | Beschreibung | Bild           |
| ---- | --------------------------- | --- | --- | -------------- |
| 520  | (Karte)                     | Kirche mit Friedhof, Feldsteinmauer, Friedhofsportal und Torpfeilern, drei Grabplatten 18. Jh., neun Eisenkreuze 19. Jh. | Die Kirche Kirch Baggendorf ist überwiegend aus Feldsteinen errichtet. Sie stammt aus der Zeit des Übergangs von der Romanik zur Gotik. | Weitere Bilder |
| 521  | auf dem Friedhof (Karte)    | Kriegerdenkmal 1914/1918                                                                                                 | |                |
| 518  | Kirch Baggendorf 14 (Karte) | Gutshaus | | Gutshaus       |
| 519  | Kirch Baggendorf 23 (Karte) | Pfarrhaus | |                |
| 1344 | L 19 (Karte)                | Meilenobelisk | |                |

## Zarrentin
| ID   | Lage                 | Bezeichnung | Beschreibung | Bild |
| ---- | -------------------- | ----------- | ------------ | ---- |
| 1279 | Zarrentin 29 (Karte) | Gutshaus    |              |      |

## Quelle
- Denkmalliste des Landkreises Vorpommern-Rügen